# (1272) Gefion
(1272) Gefion – planetoida z pasa głównego asteroid.

## Odkrycie
Została odkryta 10 października 1931 roku w Landessternwarte Heidelberg-Königstuhl w Heidelbergu przez Karla Reinmutha. Nazwa planetoidy pochodzi od Gefion, bogini rolnictwa w mitologii nordyckiej. Przed nadaniem nazwy planetoida nosiła oznaczenie tymczasowe (1272) 1931 TZ1.

## Orbita
(1272) Gefion okrąża Słońce w ciągu 4 lat i 237 dni w średniej odległości 2,78 au.
Od nazwy tej asteroidy pochodzi określenie dla całej rodziny planetoid, które charakteryzują się podobnymi cechami co Gefion a nazywanej też czasem rodziną Ceres lub rodziną Minerva.